# Конная баржа

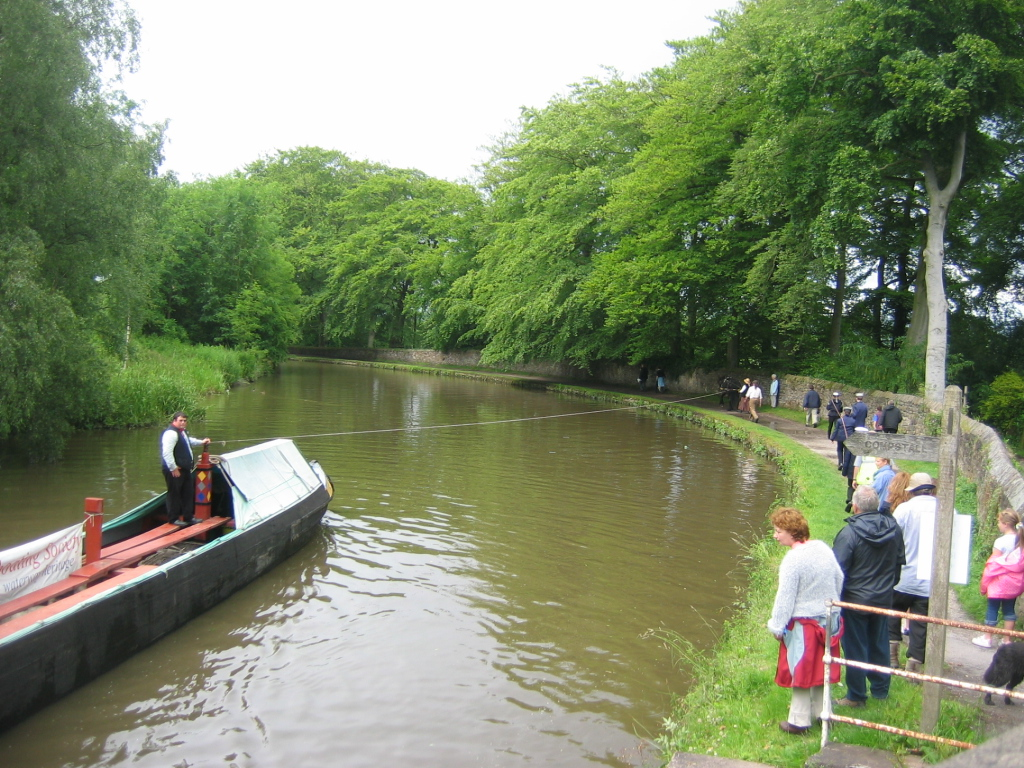
Конное судно «Мария» на канале Пик-Форест

Конная баржа или, в общем случае, конное судно — речное несамоходное судно, буксируемое по реке или каналу лошадью или мулом, идущими по бечевнику. В настоящее время суда считаются устаревшими и вытеснены из коммерческого обихода, однако до сих пор существуют в виде туристических аттракционов. Также существуют сообщества владельцев конных барж.

## История
Известно, что ещё древние римляне использовали мулов для движения своих барж по рекам Англии. Перевозка таким способом значительно легче и выгоднее прочих способов. Так, лошадь, способна перевести на себе порядка 100 килограммов груза, в телеге за собой — порядка тонны, а в барже — порядка 50 тонн.
В XVII веке на территории исторических Нидерландов была создана сеть треквартов — судоходных каналов, на которых применялись баржи, использовавшие конную тягу. Баржи использовались для регулярных перевозок, в том числе и пассажирских, фактически функционируя в режиме общественного транспорта. Некоторые из них, например гентская баржа, отличались роскошной отделкой и высоким уровнем комфорта. Скорость такой баржи была порядка 10 км/ч.
С начала Промышленной революции в Великобритании и с созданием широкой сети каналов (с примерно 1740-х годов), главным движителем этой революции стали конные баржи. Коммерческое использование конных барж в Великобритании продолжалось до 60-х годов XX века.
В Париже, в XIX веке, функционировал общественный транспорт на основе конных барж, помогая добраться до пригородов по Сене. Также баржи на конной тяге использовались в Бельгии, Германии, России (наряду с бурлаками).
К настоящему времени суда на конной тяге почти полностью вытеснены более быстрыми самоходными судами, однако конные баржи всё ещё поддерживаются энтузиастами. В настоящее время в Великобритании существует Сообщество конных судов.